# 张藩
张藩（1909年2月2日—2002年3月2日），原名张环继，男，湖南浏阳人，中国人民解放军中将。

## 生平
文化大革命遭受迫害，下放至湖北襄樊卫东机械厂劳动

## 荣誉
1955年获二级八一勋章、一级独立自由勋章、一级解放勋章，1988年获一级红星功勋荣誉章。